# Serpentari de les Nicobar
El serpentari de les Nicobar (Spilornis klossi) és un ocell rapinyaire de la família dels accipítrids (Accipitridae). Habita boscos del sud de l'arxipèlag de les Nicobar, a l'illa Gran Nicobar. El seu estat de conservació es considera gairebé amenaçat.